# Matraz (banda)
Matraz es una banda chilena de rock progresivo formada en mayo de 1996. La primera formación fue con Marcelo Stuardo en batería, Diego Aburto en teclados, e Inti Oyarzún en voz y bajo. Tras la salida de Oyarzún, llega Loreto Chaparro, y junto con Claudio Cordero y Jorge García, conforman la banda. El año 2005, la banda tomó un receso de 9 años, para volver el año 2014, año en el cual realizó una gira. Luego de la salida de Cordero, éste es reemplazado por Gonzalo Cordovez, conformando así la actual alineación.
Han publicado dos álbumes de estudio, un EP y un sencillo.
La agrupación ha logrado conciliar en su música reminiscencias del rock, jazz, la música docta y música autóctona. En virtud de composiciones de alto nivel artístico y una notable calidad en la ejecución de cada uno de sus intérpretes, la banda se ha consagrado como un referente del rock progresivo chileno.

## Historia

### Inicios (1996-2001), llegada de Claudio Cordero yTiempo
Matraz fue fundado en Santiago de Chile por el percusionista sinfónico Marcelo Stuardo en batería y percusiones, el compositor Diego Aburto en teclados y por Inti Oyarzún en voz y bajo eléctrico. Tanto Stuardo como Aburto provenían del conservatorio de la Universidad de Chile en percusión y piano, respectivamente.
Tras dos años de trabajo composicional y cambios de formación, graban por primera vez junto al guitarrista Juan Pablo Vergara, el demo Tierra herida que incluye cuatro canciones, de las cuales tres forman una trilogía. Se editan 500 copias en formato casete.
En 1998, la banda comienza a darse a conocer dentro de los círculos elitistas de los seguidores del rock progresivo de vanguardia a través de conciertos en los más diversos escenarios.
El cambio de formación en el grupo traería a sus líneas a Claudio Cordero en reemplazo de Juan Pablo Vergara, consiguiendo un sonido maduro e iniciando una nueva saga de composiciones. Mientras tanto, la banda postula un proyecto Fondart consistente en la musicalización del poema Tiempo de la poetisa chilena Gabriela Mistral, titulado Creación y Producción de la Musicalización del poema Tiempo de Gabriela Mistral. El proyecto es aprobado y el grupo vuelve a los estudios en 1999 para grabar su primer disco Tiempo a nivel profesional.
En enero del año 2001, Matraz pospondrá la producción de un nuevo material discográfico con el sello Musicland por la partida definitiva de Inti Oyarzún tras reiteradas discrepancias estéticas y personales. De esta manera, Marcelo, Claudio y Diego comienzan una etapa de reestructuración de un concepto e identidad definitiva para el futuro de Matraz.

### Cambios en formación,Gritaréy receso (2001-2005)
Así el grupo inicia audiciones para conseguir un nuevo bajista y asimismo un nuevo vocalista.
Finalmente, el grupo conseguirá el reconocimiento y maduración con una renovada formación como quinteto, incorporándose Jorge García en el bajo y Loreto Chaparro en la voz.
El segundo disco de Matraz, "Gritaré", llegaría en 2003, fuertemente cargado de nuevos elementos que definirían un sonido evolucionado y algo más accesible, perfilándose para obtener ya una categoría de proyección internacional. Promocionados por el sello Mylodon Records, comienzan las giras fuera de su país llegando a participar en el renombrado festival "Baja Prog", en Mexicali, Baja California, México.
En 2004, el grupo es invitado al prestigioso Rio ArtRock Festival en Río de Janeiro, Brasil, logrando un gran éxito frente a miles de personas.
En el año 2005, Marcelo Stuardo ganó un proyecto Fondart para editar un álbum de percusión, por lo que avisó al resto de los integrantes que dejaría la banda por ese tiempo. Esta decisión luego se convirtió en algo definitivo, pues Stuardo buscaba dedicarse de forma exclusiva a su carrera clásica. Ante esta noticia, el resto de los miembros se dedican a buscar un reemplazante, y luego de algunas audiciones, Diego Aburto le indicó a los demás integrantes que no podrían encontrar un percusionista del nivel de Stuardo, por lo que acuerdan tomar un receso, luego de su última presentación en julio de ese año.

### Reunión (2014-2016)
En abril de 2014, tras nueve años de inactividad y luego de conversaciones entre los integrantes, la agrupación decide reactivar el proyecto e intentar promover la realización de nuevos proyectos y materiales fonográficos y audiovisuales. La banda comienza esta nueva etapa con una gira que los llevará por el sur de Chile realizando presentaciones gratuitas en las ciudades de Talca, Concepción, Temuco, Valdivia y Puerto Montt, proyecto titulado “Matraz – Tocatas al Sur”, financiado por el Consejo de la Cultura y las Artes 2014 y patrocinado por las Universidades: UC Maule – U. Bío Bío – UC Temuco –U. Austral de Chile y la Corporación Cultural Municipal de Valdivia y Puerto Montt.
La banda comenzó los ensayos el mes de abril de 2014 y junto con el repertorio conocido, ha comenzado el montaje de nuevas canciones que serán integradas en las futuras presentaciones y que pasarían a conformar el próximo disco de estudio que pretenden sea realizado a fines del año en curso.
Numerosas invitaciones a participar de festivales internacionales ha recibido matraz por estos días, por lo pronto; México y Suecia, han hecho llegar ya sus cartas de invitación para contar con la banda.
La música de matraz parece haber seguido vigente en estos años en que sus integrantes no realizaron actividad alguna de manera conjunta, la apuesta en lo inmediato, es volver a posicionar la agrupación en la cartelera nacional e internacional, esperando con esto, ser invitados a participar de un gran número de actividades.
En el año 2016, Claudio Cordero deja la banda debido a diferencias musicales. Durante el receso, Cordero se había integrado a la banda Cast, además contaba con una discografía solista y había conformado el Claudio Cordero Band, trayectoria que lo había acercado al metal progresivo, distanciándolo de lo que tenían en mente los otros integrantes, y que se puede apreciar en los siguientes lanzamientos de Matraz.

### Emil 1y la llegada de Gonzalo Cordovez (2017-actualidad)
Al año siguiente, Matraz, con la colaboración de Alejandro Silva y Gonzalo Cordovez en las guitarras (ambos habían compartido en Alejandro Silva Power Cuarteto), publican el EP Emil 1, y del cual El choque se publica como sencillo ese mismo año. En este EP, Matraz busca distanciarse del sonido que habían mostrado en Gritaré, más cercano al metal progresivo, y en cambio buscar una propuesta más melódica.
En el año 2020, la banda confirmó el lanzamiento de su primer álbum en vivo, titulado Emil 2 – Matraz Vivo, que corresponde a la presentación del 29 de junio de 2018 en la Sala SCD Egaña de Santiago.

## Integrantes
- Loreto Chaparro: voz (2001-2005, 2014-presente)
- Diego Aburto: piano, teclados (1996-2005, 2014-presente)
- Gonzalo Cordovez: guitarra (2019-presente)
- Jorge García: bajo (2001-2005, 2014-presente)
- Marcelo Stuardo: batería, marimba y vibráfono (1996-2005, 2014-presente)

Exmiembros
- Inti Oyarzún: bajo y voz (1996-2001)
- Jorge Díaz: guitarra (1996-1997)
- Juan Pablo Vergara: guitarra (1997-1998)
- Claudio Cordero: guitarra (1998-2005, 2014-2016)
- Andrés Soto: voz (2001)

 Línea de tiempo

## Discografía

### Álbumes de estudio
- Tiempo (1999)
- Gritaré (2004)

### EP
- Emil 1 (2017)

### Sencillos
- El choque (2017)

### Demos
- Tierra herida (1997)